# Cleidogona xolotl
Cleidogona xolotl är en mångfotingart som beskrevs av Shear 1972. Cleidogona xolotl ingår i släktet Cleidogona och familjen Cleidogonidae. Inga underarter finns listade i Catalogue of Life.